# Алту, Ирем
Ире́м Алту́г (тур. İrem Altuğ; род. 15 сентября 1980, Стамбул) — турецкая актриса

 кино и телевидения, писательница, сценаристка, кинопродюсер и переводчица

.

## Биография и карьера
Ирем Алтуг родилась 15 сентября 1980 года в Стамбуле (Турция). Во время учёбы в начальной школе она заняла первое место в возрастной группе 7—12 лет в детском конкурсе красоты журнала. Затем она была зарегистрирована в агентстве и, начиная с 7-летнего возраста, снялась почти в сорока рекламных роликах. Алтуг обучалась на театральном факультете Университета изящных искусств имени Мимара Синана, но позже перевелась на учёбу заграницу в Университет штата Калифорния в Сан-Франциско на тот же факультет. За пять лет пребывания в США, она снялась в двадцати короткометражных и трёх полнометражных независимых фильмах. Затем вернулась в Турцию, где продолжила актёрскую карьеру.
Помимо актёрской карьеры, Алтуг пишет рассказы, сценарии для короткометражных и художественных фильмов, занимается продюсированием и переводами. Она свободно говорит на турецком и английском языках, а также владеет средним уровнем знания испанского языка.

## Фильмография
| Год       |     | Русское название         | Оригинальное название     | Роль                           |
| --------- | --- | ------------------------ | ------------------------- | ------------------------------ |
| 1989      | ф   | Цена вершины             | Zirvenin Bedeli           |                                |
| 1990      | ф   | Женская палата           | Karılar Koğuşu            | Селиме                         |
| 2004      | с   | Дьявол кроется в деталях | Şeytan Ayrıntıda Gizlidir | Дерья                          |
| 2005—2007 | с   | Под сенью лип            | Ihlamurlar Altında        | Фериде / Озлем                 |
| 2006      | ф   | Путь домой 1914          | Eve Giden Yol 1914        | Иффет                          |
| 2007—2008 | с   | Откажись от моего сердца | Vazgeç Gönlüm             | Бахар Ханоглу                  |
| 2009      | ф   | Ёжик                     | Kirpi                     | Чидем                          |
| 2009      | ф   | Ангелы и игроки          | Melekler ve Kumarbazlar   | Зейнеп                         |
| 2009      | с   | Убийства в Стамбуле      | Mordkommission Istanbul   | Саиме Сойдан                   |
| 2011      | с   | Пропавшие без вести      | Kayıp Aranıyor            | Асья                           |
| 2011      | ф   | Гранат                   | Nar                       | Дениз                          |
| 2011      | кор | Любовь слепа             | Direk Aşk                 |                                |
| 2013—2014 | с   | Любовь. Хлеб. Мечты      | Aşk Ekmek Hayaller        | Рейхан                         |
| 2015      | ф   | Дорога к выходу          | Yola Çıkmak               |                                |
| 2016      | ф   | Рыба в воде              | Suda Balık                | Зюхре                          |
| 2016—2021 | с   | Чукур                    | Çukur                     | Айше Кочовалы / Йылмаз / Сурлу |
| 2017      | с   | Невиновный               | Masum                     | Рюя                            |
| 2017      | с   | Круг                     | Çember                    | Вильдан Гёргюлю                |
| 2018      | кор | Великолепные волшебники  | Muhteşem Sihirbazlar      | жена                           |
| 2022      | с   | Сердечная рана           | Kalp Yarası               | Ферае Уйсал                    |
| 2022—2023 | с   | Зимородок                | Yalı Çapkını              | Султан                         |